# Cárcel de San Miguel
La cárcel de San Miguel, oficialmente Centro Detención Preventiva San Miguel, fue un recinto penal chileno, ubicado en la comuna de San Miguel, Santiago, operado por Gendarmería de Chile.
Fue inaugurado el 7 de septiembre de 1982. El complejo penal, que tuvo una inversión de $314 millones, fue diseñado para alojar a 1100 reclusos, repartidos en 5 módulos o "torres". Para fines de 2010, la cárcel tenía 1924 reos.
El 11 de diciembre de 2000 un incendio en la torre 2 dejó 7 internos muertos. El 8 de diciembre de 2010, otro incendio registrado en la torre 5, dejó 81 reclusos fallecidos, y dejó a otros 16 heridos.
Durante un proceso de mejoramiento de las condiciones de personas privadas de libertad del país, se disolvió la cárcel, ya víctima de varios incendios. El 22 de junio de 2012 fue remplazada por el Centro Penitenciario Femenino de San Miguel, inaugurada como respuesta a la sobrepoblación de mujeres en el Centro Penitenciario Femenino de Santiago, la cual era ya hogar de 40% de las convictas femeninas del país.